# Joan Balart i Armengol
Joan Balart i Armengol (Sabadell, 22 de novembre de 1882 - 17 de desembre de 1960) fou un industrial metal·lúrgic, inventor i polític català.

## Biografia
Feu els primers estudis a l'Escola Pia de Sabadell i posteriorment a l'Escola Industrial d'Arts i Oficis.
El 1905 fou escollit regidor de l'Ajuntament de Sabadell per la Unió Republicana. L'any següent, amb 24 anys, inicià les activitats empresarials en el ram de la metal·lúrgia creant un taller de rebobinat de motors i electricitat, el qual seria l'origen de l'empresa Balart-Begesa. També fou un innovador industrial en la tasca dels flequers i construí la primera màquina de pastar farina del ram de la panificació. El mateix any fou vocal del Centre Lírich-Dramàtich i el 1925 fou bibliotecari de l'Associació d'Obrers i Empleats Municipals de Sabadell. També va treballar en la fabricació de molins.
Políticament, milità al Casal Català d'Esquerres de Sabadell (ERC). Com a membre del Círcol Republicà Federal es va adherir a Esquerra Republicana de Catalunya un cop proclamada la Segona República Espanyola. El 1932 fou nomenat tinent d'alcalde de Sabadell i elegit diputat al Parlament de Catalunya en les eleccions de 1932. Formà part de la Comissió permanent de Pressupostos i de la Comissió d'Actes, col·laborant amb Josep Tarradellas i Joan.
Durant la guerra civil espanyola les seves empreses van patir molts danys. El juny de 1937 fou membre de la Delegació de Catalunya de la Subsecretaria d'Armament i Municions del Ministeri de Defensa d'Espanya, creada per Indalecio Prieto. L'octubre de 1937 fou vicepresident de la Comissió d'Indústries de Guerra, creada pel Ministeri de Defensa.
En acabar la guera el 1939 s'exilià a Montpeller i d'aquí a Mèxic. Allí va donar suport als nens de Morelia i defensà la vigència de l'estatut de Núria i del govern de la Generalitat a l'exili, presidit posteriorment per Josep Tarradellas. El 1942 va rebre una pensió de la Junta d'Auxili als Republicans Espanyols per haver ocupat càrrecs públics durant la guerra i fou força crític amb la Junta Española de Liberación, creada el 1943.
Uns anys més tard, durant la dècada dels 40, va tornar a Catalunya i fou president del consell d'administració de Talleres Balart S.A. Actualment hi ha un carrer al barri de Can Puiggener de Sabadell que porta el seu nom.